# Gliese 686
Gliese 686 is een rode dwerg met een spectraalklasse van M1.5Ve. De ster bevindt zich 26,61 lichtjaar van de zon.